# Championnat de Gambie de football 2011
Navigation
Édition précédente Édition suivante
La saison 2011 du Championnat de Gambie de football est la quarante-troisième édition de la GFA League First Division, le championnat national de première division en Gambie. Les douze équipes engagées sont regroupées au sein d'une poule unique où elles affrontent deux fois leurs adversaires, à domicile et à l'extérieur. En fin de saison, les deux derniers du classement sont relégués et remplacés par les deux meilleurs clubs de deuxième division.
C'est le club de Brikama United qui remporte la compétition cette saison après avoir terminé en tête du classement, avec quatre points d'avance sur le Real de Banjul et huit sur le tenant du titre, Gambia Ports Authority. C'est le premier titre de champion de Gambie de l'histoire du club.

## Participants
- Wallidan FC
- Steve Biko FC
- Real de Banjul
- Young Africans Banjul - Promu de D2
- Interior FC
- Samger FC
- Africell FC - Promu de D2
- Brikama United
- Armed Forces FC
- Bakau United FC
- Gambia Ports Authority
- Gamtel FC

## Compétition

### Classement
Le classement est établi sur le barème de points suivant : victoire à 3 points, match nul à 1, défaite à 0.
| Rang | Équipe                  | Pts | J  | G  | N  | P  | Bp | Bc | Diff |
| ---- | ----------------------- | --- | -- | -- | -- | -- | -- | -- | ---- |
| 1    | Brikama United          | 43  | 22 | 12 | 7  | 3  | 22 | 12 | +10  |
| 2    | Real de Banjul          | 39  | 22 | 10 | 9  | 3  | 18 | 9  | +9   |
| 3    | Gambia Ports AuthorityT | 35  | 22 | 9  | 8  | 5  | 19 | 13 | +6   |
| 4    | Gamtel FCC              | 33  | 22 | 8  | 9  | 5  | 22 | 16 | +6   |
| 5    | Armed Forces FC         | 33  | 22 | 8  | 9  | 5  | 19 | 13 | +6   |
| 6    | Wallidan FC             | 28  | 22 | 7  | 7  | 8  | 11 | 16 | -5   |
| 7    | Bakau United FC         | 24  | 22 | 5  | 9  | 8  | 15 | 19 | -4   |
| 8    | Young Africans BanjulP  | 23  | 22 | 4  | 11 | 7  | 11 | 13 | -2   |
| 9    | Samger FC               | 23  | 22 | 5  | 8  | 9  | 12 | 19 | -7   |
| 10   | Steve Biko FC           | 22  | 22 | 3  | 13 | 6  | 11 | 14 | -3   |
| 11   | Interior FC             | 21  | 22 | 3  | 12 | 7  | 13 | 18 | -5   |
| 12   | Africell FCP            | 18  | 22 | 4  | 6  | 12 | 14 | 25 | -11  |

|  | Qualification pour la Ligue des champions de la CAF 2012                               |
|  | Qualification pour la Coupe de la confédération 2012                                   |
|  | Relégation directe en deuxième division                                                |
|  | T : Tenant du titre C : Vainqueur de la Coupe de Gambie P : Promu de deuxième division |

## Bilan de la saison
| Championnat de Gambie de football 2011 |                            |
| Champion                               | Brikama United (1er titre) |
| Coupes et trophées                     |                            |
| Vainqueur de la Coupe de Gambie 2011   | Gamtel FC                  |
| Qualifications continentales           |                            |
| Ligue des champions de la CAF 2012     | Brikama United             |
| Coupe de la confédération 2012         | Gamtel FC                  |
| Promotions et relégations              |                            |
| Promus en First Division               | Hawks FC                   |
| Promus en First Division               | Serrekunda United          |
| Relégués en Second Division            | Interior FC                |
| Relégués en Second Division            | Africell FC                |